# Shatter (fumetto)
Shatter è una serie a fumetti creata da Peter Gillis e Mike Saenz e pubblicata da First Comics tra il 1985 e il 1988. Viene spesso citato come il primo fumetto commerciale interamente realizzato tramite l'impiego di un computer, sebbene sia stato preceduto almeno da Giovanotti Mondani Meccanici (1984).

## Storia editoriale
Shatter venne pubblicato per la prima volta nel marzo 1985 sulla rivista di videogiochi inglese Big K e, come storia secondaria, nella serie a fumetti Jon Sable pubblicata negli Stati Uniti da First Comics. Dopo la cessazione delle pubblicazioni di Big K, Shatter fu stampato solo da First Comics. La serie iniziò come spin-off di Jon Sable prima di ottenere un titolo proprio nel dicembre 1985. Shatter terminò nell'aprile 1988 con 14 numeri pubblicati in totale.

## Produzione
Per raccontare questa storia cyberpunk, Mike Saenz fu il primo artista a utilizzare esclusivamente un computer. Egli lavorò alla realizzazione del fumetto con un Macintosh 128K e il software MacPaint, sebbene le capacità hardware fossero ancora limitate all'epoca, dal momento che la risoluzione di stampa era di 72 punti per pollice.

## Trama
Shatter racconta la storia dell'agente di polizia Sadr al-Din Morales, soprannominato Shatter, che indaga su un omicidio che ha lasciato 15 vittime tra i membri di un consiglio di amministrazione di un'azienda.